# قائمة جمعيات الهلال الأحمر والصليب الأحمر
الحركة الدولية للصليب الأحمر والهلال الأحمر هي منظمة غير حكومية، وهي أكبر مجموعة دولية تقدم مساعدات إنسانية. تتكون الحركة الدولية للصليب الأحمر والهلال الأحمر من الهيئات التالية:
- اللجنة الدولية للصليب الأحمر (ICRC) هي لجنة مكونة من سويسريين، مقرها جنيف في سويسرا، تقود الحركة الدولية وتتحمل مسؤوليات خاصة بموجب القانون الإنساني الدولي.
- الاتحاد الدولي لجمعيات الصليب الأحمر والهلال الأحمر (IFRC)، وهي هيئة مكونة من جميع جمعيات الصليب الأحمر والهلال الأحمر الوطنية، أنشأت لتنسيق أعمال الإغاثة الدولية وتعزيز الأنشطة الإنسانية، ومقرها جنيف.
- 190 عضواً هم عبارة عن جمعيات الصليب الأحمر والهلال الأحمر الوطنية الأعضاء في الاتحاد.[1]

## الأعضاء

أعضاء الاتحاد الدولي لجمعيات الصليب الأحمر والهلال الأحمر
جمعية صليب أحمر
جمعية هلال أحمر
جمعية نجمة داوود الحمراء (نجمة داوود الحمراء خارج إسرائيل)
غير أعضاء
جمعية صليب أحمر
جمعية هلال أحمر

- أفغانستان: جمعية الهلال الأحمر الأفغاني
- ألبانيا: الصليب الأحمر الألباني
- الجزائر: جمعية الهلال الأحمر الجزائري
- أندورا: الصليب الأحمر في أندورا
- أنغولا: الصليب الأحمر الأنغولي
- أنتيغوا وباربودا: جمعية الصليب الأحمر في أنتيغوا وباربودا
- الأرجنتين: الصليب الأحمر الأرجنتيني
- أرمينيا: جمعية الصليب الأحمر الأرميني
- أستراليا: الصليب الأحمر الأسترالي
- النمسا: الصليب الأحمر النمساوي
- أذربيجان: جمعية الهلال الأحمر في أذربيجان
- باهاماس: الصليب الأحمر في الباهاماس
- البحرين: جمعية الهلال الأحمر البحريني
- بنغلاديش: جمعية الهلال الأحمر (بنغلاديش)
- باربادوس: جمعية الصليب الأحمر في باربادوس
- روسيا البيضاء: الصليب الأحمر البيلاروسي
- بلجيكا: الصليب الأحمر البلجيكي
- بليز: جمعية الصليب الأحمر البليزية
- بنين: الصليب الأحمر في بنين
- بوليفيا: الصليب الأحمر في بوليفيا
- البوسنة والهرسك: جمعية الصليب الأحمر في البوسنة والهرسك
- بوتسوانا: الصليب الأحمر في بوتسوانا
- البرازيل: الصليب الأحمر البرازيلي
- بروناي: جمعية الهلال الأحمر في بروناي
- بلغاريا: الصليب الأحمر البلغاري
- بوركينا فاسو: جمعية الصليب الأحمر البوركيني
- بوروندي: الصليب الأحمر البوروندي
- كمبوديا: جمعية الصليب الأحمر الكمبودي
- الكاميرون: جمعية الصليب الأحمر الكاميروني
- كندا: الصليب الأحمر الكندي
- الرأس الأخضر: الصليب الأحمر في الرأس الأخضر
- جمهورية أفريقيا الوسطى: جمعية الصليب الأحمر في أفريقيا الوسطى
- تشاد: الصليب الأحمر في تشاد
- تشيلي: Chilean Red Cross
- الصين: جمعية الصليب الأحمر الصينية
  - هونغ كونغ: الصليب الأحمر في هونغ كونغ (autonomous branch of the Red Cross Society of China)
  - ماكاو: Macau Red Cross (autonomous branch of the Red Cross Society of China)
- كولومبيا: Colombian Red Cross
- جزر القمر: جمعية الهلال الأحمر في جزر القمر
- جمهورية الكونغو: Congolese Red Cross
- جمهورية الكونغو الديمقراطية: الصليب الأحمر للكونغو الديمقراطية  [لغات أخرى]‏
- جزر كوك: Cook Islands Red Cross
- كوستاريكا: Costa Rica Red Cross
- ساحل العاج: Red Cross Society of Côte d'Ivoire
- كرواتيا: الصليب الأحمر الكرواتي
- كوبا: الصليب الأحمر الكوبي
- قبرص: جمعية الصليب الأحمر القبرصي
- التشيك: الصليب الأحمر التشيكي
- الدنمارك: الصليب الأحمر الدانماركي
- جيبوتي: جمعية الهلال الأحمر الجيبوتي
- دومينيكا: الصليب الأحمر لدومينيكا  [لغات أخرى]‏
- جمهورية الدومينيكان: الصليب الأحمر لدومينيكا  [لغات أخرى]‏
- الإكوادور: الصليب الأحمر الاكوادوري
- مصر: جمعية الهلال الأحمر المصري
- السلفادور: Salvadoran Red Cross Society
- غينيا الاستوائية: Red Cross of Equatorial Guinea
- إستونيا: الصليب الأحمر الإستوني  [لغات أخرى]‏
- إثيوبيا: جمعية الصليب الأحمر الإثيوبية
- فيجي: الصليب الأحمر الفيجي  [لغات أخرى]‏
- فنلندا: الصليب الأحمر الفنلندي  [لغات أخرى]‏
- فرنسا: الصليب الأحمر الفرنسي
- الغابون: Gabonese Red Cross Society
- غامبيا: الصليب الأحمر الغامبي  [لغات أخرى]‏
- جورجيا: Red Cross Society of Georgia
- ألمانيا: الصليب الأحمر الألماني
- غانا: Ghana Red Cross Society
- اليونان: الصليب الأحمر اليوناني
- غرينادا: Grenada Red Cross Society
- غواتيمالا: الصليب الأحمر الغواتيمالي  [لغات أخرى]‏
- غينيا: Red Cross Society of Guinea
- غينيا بيساو: Red Cross Society of Guinea-Bissau
- غيانا: Guyana Red Cross
- هايتي: Haitian National Red Cross Society
- هندوراس: Honduran Red Cross
- المجر: الصليب الأحمر المجري
- آيسلندا: الصليب الأحمر الآيسلندي  [لغات أخرى]‏
- الهند: الصليب الأحمر الهندي
- إندونيسيا: جمعية الصليب الأحمر الإندونيسية
- إيران: جمعية الهلال الأحمر الإيراني
- العراق: جمعية الهلال الأحمر العراقي
- جمهورية أيرلندا: Irish Red Cross
- إسرائيل: نجمة داوود الحمراء
- إيطاليا: الصليب الأحمر الإيطالي
- جامايكا: Jamaican Red Cross
- اليابان: الصليب الأحمر الياباني
- الأردن: جمعية الهلال الأحمر الأردني
- كازاخستان: National Red Crescent Society of the Republic of Kazakhstan
- كينيا: الصليب الأحمر الكيني
- كيريباتي: الصليب الأحمر الكيريباتي  [لغات أخرى]‏
- كوريا الشمالية: الصليب الأحمر الكورية الشمالية
- كوريا الجنوبية: جمعية الصليب الأحمر الكورية الجنوبية (KRC)
- الكويت: الهلال الأحمر الكويتي
- قيرغيزستان: الهلال الأحمر القيرغي
- لاوس: Lao Red Cross
- لاتفيا: الصليب الأحمر اللاتفي  [لغات أخرى]‏
- لبنان: الصليب الأحمر اللبناني
- ليسوتو: Lesotho Red Cross Society
- ليبيريا: Liberian Red Cross Society
- ليبيا: الحركة الدولية للصليب الأحمر والهلال الأحمر
- ليختنشتاين: الصليب الأحمر الليختنشتايني  [لغات أخرى]‏
- ليتوانيا: الصليب الأحمر الليتواني  [لغات أخرى]‏
- لوكسمبورغ: الصليب الأحمر اللوكسمبورغي  [لغات أخرى]‏
- جمهورية مقدونيا: Macedonian Red Cross
- مدغشقر: Malagasy Red Cross Society
- مالاوي: Malawi Red Cross Society
- ماليزيا: جمعية الهلال الأحمر الماليزي
- المالديف: الهلال الأحمر المالديفي  [لغات أخرى]‏
- مالي: الصليب الأحمر المالي
- مالطا: Malta Red Cross Society
- موريتانيا: Mauritanian Red Crescent
- موريشيوس: Mauritius Red Cross Society
- المكسيك: Mexican Red Cross
- ولايات ميكرونيسيا المتحدة: Micronesia Red Cross Society
- مولدافيا: Red Cross Society of the Republic of Moldova
- موناكو: Red Cross Society of Monaco
- منغوليا: الصليب الأحمر المنغولي  [لغات أخرى]‏
- الجبل الأسود: Red Cross of Montenegro
- المغرب: الهلال الأحمر المغربي
- موزمبيق: Mozambique Red Cross Society
- ميانمار: الصليب الأحمر الميانماري  [لغات أخرى]‏
- ناميبيا: Namibia Red Cross Society
- نيبال: الصليب الأحمر النيبالي  [لغات أخرى]‏
- هولندا: الصليب الأحمر الهولندي  [لغات أخرى]‏
- نيوزيلندا: الصليب الأحمر النيوزيلندي  [لغات أخرى]‏
- نيكاراغوا: Nicaraguan Red Cross
- النيجر: الصليب الأحمر النيجري  [لغات أخرى]‏
- نيجيريا: الصليب الأحمر النيجيري
- النرويج: الصليب الأحمر النرويجي
- باكستان: الهلال الأحمر الباكستاني
- بالاو: الصليب الأحمر البالاوي  [لغات أخرى]‏
- دولة فلسطين: جمعية الهلال الأحمر الفلسطيني
- بنما: Red Cross Society of Panama
- بابوا غينيا الجديدة: جمعية الصليب الأحمر في بابوا غينيا الجديدة
- باراغواي: الصليب الأحمر الباراغواني
- بيرو: الصليب الأحمر البيروفي
- الفلبين: Philippine Red Cross  [لغات أخرى]‏
- بولندا: الصليب الأحمر البولندي  [لغات أخرى]‏
- البرتغال: Portuguese Red Cross
- قطر: جمعية الهلال الأحمر القطري
- رومانيا: الصليب الأحمر الروماني  [لغات أخرى]‏
- روسيا: الصليب الأحمر الروسي  [لغات أخرى]‏
- رواندا: Rwandan Red Cross
- سانت كيتس ونيفيس: الصليب الأحمر لسانت كيتس ونيفيس  [لغات أخرى]‏
- سانت لوسيا: الصليب الأحمر لسانت لوسيا  [لغات أخرى]‏
- سانت فينسنت والغرينادين: Saint Vincent and the Grenadines Red Cross
- ساموا: الصليب الأحمر لساموا  [لغات أخرى]‏
- سان مارينو: Red Cross of the Republic of San Marino
- ساو تومي وبرينسيب: Sao Tome and Principe Red Cross
- السعودية: الهلال الأحمر السعودي
- السنغال: جمعية الصليب الأحمر السنغالية
- صربيا: الصليب الأحمر في صربيا
- سيشل: جمعية الصليب الأحمر السيشلية
- سيراليون: جمعية الصليب الأحمر في سيراليون
- سنغافورة: جمعية الصليب الأحمر السنغافوري
- سلوفاكيا: الصليب الأحمر السلوفاكي
- سلوفينيا: الصليب الأحمر السلوفاني
- جزر سليمان: Solomon Islands Red Cross
- الصومال: الهلال الأحمر الصومالي  [لغات أخرى]‏
- جنوب أفريقيا: South African Red Cross Society
- جنوب السودان: جمعية الصليب الأحمر في جنوب السودان
- إسبانيا: الصليب الأحمر الإسباني  [لغات أخرى]‏ (CRE)
- سريلانكا: Sri Lanka Red Cross Society
- السودان: جمعية الهلال الأحمر السوداني
- سورينام: الصليب الأحمر السورينامي
- سوازيلاند: جمعية الصليب الأحمر في بافالالي سوازيلاند
- السويد: الصليب الأحمر السويدي
- سويسرا: الصليب الأحمر السويسري
- سوريا: الهلال الأحمر العربي السوري
- طاجيكستان: جمعية الصليب الأحمر في طاجيكستان
- تنزانيا: جمعية الصليب الأحمر التنزانية
- تايلاند: جمعية الصليب الأحمر التايلندية
- تايوان: جمعية الصليب الأحمر في تايوان
- تيمور الشرقية: جمعية الصليب الأحمر في تيمور الشرقية
- توغو: الصليب الأحمر في توغو
- تونغا: جمعية الصليب الأحمر في تونغا
- ترينيداد وتوباغو: جمعية الصليب الأحمر في ترينيداد وتوباغو
- تونس: الهلال الأحمر التونسي
- تركيا: الهلال الأحمر التركي
- تركمانستان: جمعية الهلال الأحمر لتركمانستان
- توفالو: جمعية الصليب الأحمر في توفالو
- أوغندا: جمعية الصليب الأحمر الأوغندية
- أوكرانيا: جمعية الصليب الأحمر الأوكرانية
- الأوروغواي: الصليب الأحمر الأوروغواني
- الإمارات العربية المتحدة: الهلال الأحمر الإماراتي
- المملكة المتحدة: الصليب الأحمر البريطاني
  - جزر العذراء البريطانية: الصليب الأحمر في جزر العذراء البريطانية (فرع مستقل من الصليب الأحمر البريطاني)
  - جزر توركس وكايكوس: جمعية الصليب الأحمر في جزر توركس وكايكوس (فرع مستقل من الصليب الأحمر البريطاني)
- الولايات المتحدة: الصليب الأحمر الأمريكي
- أوزبكستان: جمعية الصليب الأحمر في أوزبكستان
- فانواتو: جمعية الصليب الأحمر في فانواتو
- فنزويلا: الصليب الأحمر الفنزويلي
- فيتنام: الصليب الأحمر الفيتنامي
- اليمن: جمعية الهلال الأحمر اليمنية
- زامبيا: جمعية الصليب الأحمر الزامبية
- زيمبابوي: جمعية الصليب الأحمر في زيمبابوي

## جمعيات ليست أعضاء في المنظمة
- بوتان: جمعية الصليب الأحمر البوتاني (لا يزال الاعتراف بها قيد الانتظار)[2]
- إريتريا: الصليب الأحمر الإرتيري (مراقب، لا يزال الاعتراف بها قيد الانتظار) [بحاجة لمصدر]
- جزر مارشال: جمعية الصليب الأحمر في جزر مارشال (لا يزال الاعتراف بها قيد الانتظار)[3]
- قبرص الشمالية: جمعية الصليب الأحمر في قبرص الشمالية (مراقب)
- الجمهورية العربية الصحراوية الديمقراطية: الهلال الأحمر الصحراوي (مراقب,[4][5])
- تايوان (تايوان): جمعية الصليب الأحمر في تايوان (اعترفت اللجنة الدولية بها، لكنها ليست عضواً وليست عضواً مراقباً في المنظمة الدولية)
- فرسان مالطة: القيام بعمليات إنسانية هو أحد أهم أنشطتها الرئيسية (تعترف اللجنة الدولية للصليب الأحمر والهلال الأحمر بها، لكنها ليست عضواً ولا مراقباً فيها)[بحاجة لمصدر]

ناورو، نييوي، سلطنة عمان، الفاتيكان هي دول بدون جمعيات وطنية معترف بها، إضافة إلى الدول ذات الاعتراف الدولي المحدود - أبخازيا، كوسوفو، مرتفعات قرة باغ، صوماليلاند، أوسيتيا الجنوبية، ترانسنيستريا.[بحاجة لمصدر]